# خلنج هائم
خلنج هائم (الاسم العلمي:Erica vagans) هو نوع من النباتات يتبع جنس الخلنج من الفصيلة الخلنجية.